# ارباب سایه‌ها

طرح روی جلد نسخهٔ آمریکایی

ارباب سایه‌ها داسانی نوشتهٔ دارن شان از سری قصه‌های سرزمین اشباح (یازدهمین جلد) است.

## داستان
دارن شان شخصیتی است نیمه شبح که منتظر است در رؤیایی نهایی در مقابل استیو ارباب شبح واره‌ها بجنگد پس به زادگاهش می‌رود و می‌فهمد خواهرش اکنون ازدواج کرده و بچه‌ای هم دارد و او متوجه شد که اگر استیو را بکشد، خود ارباب سایه‌ها می‌شود و اگر استیو او را بکشد خود استیو ارباب سایه‌ها می‌شود که تمام بشریت شبح واره‌ها و شبح‌ها را به کام مرگ می‌فرستد. سپس استیو فرزند دوست دارن را می‌دزدد (شانکوس) ودارن فرزند استیو را (داریوس) سپس آنها قرار می‌گذارند که آنها را تعویض کنند که استیو شانکوس را می‌کشد و با افشاگری نشان می‌دهد که داریوس خواهرزاده خود دارن شان است و داریوس نیمه شبح واره شده است (بقیه داستان به قسمت آخر موکول می‌شود)

## نکته
جی‌کی‌رولینگ خواندن این کتاب را برای هری پاتر دوستان توصیه کرده است (به عکس جلد نسخه آمریکایی دقت کنید)